# Sicalait
 (août 2025).
La Sica Lait,, est une coopérative agricole structurant l'industrie laitière sur l'île de La Réunion, département d'outre-mer français dans le sud-ouest de l'océan Indien. Cette société d'intérêt collectif agricole créée en 1962 a son siège à Bourg-Murat, village de la Plaine des Cafres, dans les Hauts de la commune du Tampon. Elle est membre de la Fédération régionale des coopératives agricoles de La Réunion.

## Histoire
La Sicalait est créée le 27 février 1962 à l'initiative d'une poignée d'éleveurs tamponnais, parmi lesquels le maire de la commune, Paul Badré. Au terme de l'année, 24 000 litres de lait sont collectés.

## Organisation
En 2011, la Sicalait représentait 130 adhérents, 85 exploitations laitières et une centaine d'éleveurs disposant de 37 vaches en moyenne par exploitation. Elle collectait vingt millions de litres de lait, soit 6 230 litres par vache. Ce chiffre est en recul depuis 2006, quand fut atteint le record de 24 millions de litres collectés.
En 2014, La Sicalait compte 125 adhérents dont 101 éleveurs laitiers qui exploitent 76 fermes laitières (parmi les 125 adhérents, 24 ne sont plus producteurs de lait mais adhérent toujours à la coopérative. Parmi les 101 éleveurs, certains travaillent en société notamment en EARL, en SCEA - Société civile d'exploitation agricole -et en GAEC.).

## Annexe